# Bodas de odio
Bodas de odio est une telenovela mexicaine diffusée en 1983 - 1984 par Canal de las Estrellas.

## Distribution
- Christian Bach : Magdalena Mendoza
- Frank Moro : Jose Luis Álvarez
- Miguel Palmer : Alejandro Almonte
- Magda Guzmán : Carmen Mendoza
- Rafael Sánchez Navarro : Dimitrio Mendoza
- Rosario Gálvez : Paula de Mendoza
- Antonio Valencia : Adolfo Chávarri
- Yolanda Mérida : Rosario
- Julieta Egurrola : Josefina de Icaza
- Arturo Benavides : Rufino
- María Montaño : María
- José Luis Padilla : Don Porfirio Díaz
- Ofelia Cano : Nadia Chávarri de Torres Quintero
- Silvia Manríquez : Armida
- Antonio Medellín : Francisco Torres Quintero
- José Antonio Ferral : Víctor
- Jorge Mondragón : Padre Abundio
- Carlos Villarreal : Tomás
- Fabio Ramírez : Joaquín
- Roberto Antúnez : Cipriano
- Luis Xavier : Felipe
- Arsenio Campos : Marqués Sebastián de la Cruz y Cañizares
- Carlos Riquelme : General Iván Mendoza
- Carmen Cortés : Manuela
- Lupe Silva : Dominga
- Enrique del Castillo : Loreto
- Patsy : Angélica
- Lizzeta Romo : Esperanza
- Adalberto Parra : Ezequiel
- Alfonso Kafitti : Alfonso
- Miguel Ángel Negrete : Manuel Calderón
- Consuelo Frank : Tía Prudencia
- Helio Castillos : Juventino
- Nerina Ferrer : Amalia
- Rosa Elena Díaz : Margarita
- Salvador Quiroz
- Rigoberto Carmona
- Mary Carmen Martínez
- Macario Álvarez

## Diffusion internationale
| Pays                   | Chaîne                    | Titre         | Série première |
| ---------------------- | ------------------------- | ------------- | -------------- |
| Mexique                | Canal de las Estrellas    | Bodas de odio | 1982           |
| Mexique                | TLNovelas Amérique Latine | Bodas de odio |                |
| Argentine              |                           | Bodas de odio |                |
| Chili                  |                           | Bodas de odio |                |
| Colombie               |                           | Bodas de odio |                |
| Costa Rica             |                           | Bodas de odio |                |
| Équateur               |                           | Bodas de odio |                |
| Guatemala              |                           | Bodas de odio |                |
| Panama                 |                           | Bodas de odio |                |
| Paraguay               |                           | Bodas de odio |                |
| République dominicaine |                           | Bodas de odio |                |
| Uruguay                |                           | Bodas de odio |                |
| Venezuela              |                           | Bodas de odio |                |

## Prix et nominations
- 1984 : Premios TVyNovelas de la Meilleure telenovela de l'année

## Versions

### Telenovelas
- Amor Real (2003), réalisé par Mónica Miguel, produit par Carla Estrada pour Televisa; avec Adela Noriega, Fernando Colunga et Mauricio Islas.
- Lo que la vida me robó (2013-2014)

### Sources
- (es) Cet article est partiellement ou en totalité issu de l’article de Wikipédia en espagnol intitulé « Bodas de odio » (voir la liste des auteurs).